# Падіння Кондора
«Падіння Кондора» (рос. «Падение Кондора») — радянський фільм чилійського кінорежисера Себастьяна Аларкона, знятий в жанрах соціальної драми і політичного детективу на базі кіностудії «Мосфільм» у 1982 році. Картина створена на основі оригінального сценарію Себастьяна Аларкона в співавторстві з Володимиром Амлинським і, використовуючи художній вимисел, розповідає про події і настрої початку 1970-х років в Чилі.

## Сюжет
Дія відбувається у вигаданій державі, при владі в якій стоїть військовий диктатор (характер ландшафту, рослинності, типи військової форми і використовуваної зброї — пряма алюзія на Чилі початку 1970-х років). Диктатор (Юрський), що проробив довгий шлях від м'ясника до ватажка хунти, вже давно втратив довіру народу і поступово втрачає віру в себе. Він самотній. Його монологи про владу і власну значучість перед одним з охоронців Мануелем (Леонов-Гладишев) адресовані самому собі. Мануель, як і диктатор в минулому, — виходець з небагатої сім'ї. Він вірить диктатору, вірить в можливість своєї кар'єри, заради якої здійснює один аморальний вчинок за іншим. Але коли військові втрачають владу під напором народного повстання, так само безпринципно і легко зраджує диктатора і вбиває його.

## У ролях
| Актор                 | Роль                    |
| --------------------- | ----------------------- |
| Євген Леонов-Гладишев | Мануель                 |
| Сергій Юрський        | диктатор                |
| Світлана Тома         | Марія                   |
| Григорій Лямпе        | Майкл Бартонер          |
| Олександр Пашутін     | ад'ютант диктатора      |
| Леван Пілпані         | Епізод                  |
| Костянтин Титов       | сільський священик      |
| Борислав Брондуков    | «блакитний» в ресторані |
| Еве Ківі              | коханка диктатора       |

## Знімальна група
- Режисер — Себастьян Аларкон
- Сценаристи — Себастьян Аларкон, Володимир Амлинський
- Оператор — Михайло Агранович
- Композитори — Габріель Кастро, Раміро Соріано, Адріано Чаморро
- Художник — Ірина Шретер